# Javier Hernández
Javier "Chicharito" Hernández Balcázar (Guadalajara, 1. lipnja 1988.) meksički je nogometaš koji trenutačno nastupa za meksički klub Guadalajara. 
U prijateljskoj utakmici protiv Hrvatske je Hernández jedinim pogotkom Meksika u 2:1 porazu oborio rekord Jareda Borgettija, te tako postao najbolji strijelac meksičke reprezentacije u svibnju 2017. godine.

## Osobni život
Hernández je sin Javiera Hernándeza Gutiérreza, koji je igrao za klub Tecos i Meksiko na Svjetskom prvenstvu 1986. Hernández je također unuk Tomása Balcázara koji je igrao za Guadalajaru i Meksiko na Svjetskom prvenstvu 1954. Balcázar je 1954., tada u svojoj 22. godini, postigao pogodak Francuskoj, a Javier Hernández je 2010. godine, također s 22 godine, postigao pogodak reprezentaciji Francuske.

## Vanjske poveznice
- Profil na stranici Manchester Uniteda (engl.)

### Ostali projekti
|  | Zajednički poslužitelj ima još gradiva o temi Javier Hernández |